# Levamisol
Levamisolul este un antihelmintic derivat de imidazolină, fiind utilizat în tratamentul infestațiilor cauzate de viermi paraziți. Calea de administrare disponibilă este cea orală.
Molecula a fost descoperită în anul 1966. Se află pe lista medicamentelor esențiale ale Organizației Mondiale a Sănătății.

## Utilizări medicale
Levamisolul este utilizat în tratamentul următoarelor infecții parazitare:
- ascaridioză produsă de Ascaris  lumbricoides
- strongiloidoză produsă de Strongyloides stercoralis
- cauzate de Trichostrongylus colubriformis, Ankylostoma duodenale, Necator americanus

Medicamentul este disponibil și pentru uz veterinar.